# 兵庫県道・京都府道59号市島和知線
兵庫県道・京都府道59号市島和知線（ひょうごけんどう・きょうとふどう59ごう いちじまわちせん）は、兵庫県丹波市市島町から京都府船井郡京丹波町を結ぶ主要地方道（兵庫県道・京都府道）である。

## 概要

### 路線データ
- 起点：兵庫県丹波市市島町上田（市島支所前交差点、国道175号交点）
- 終点：京都府船井郡京丹波町大倉（大倉交差点、国道27号交点）

## 歴史
- 1976年（昭和51年）4月1日 - 建設省（現・国土交通省）が主要地方道に指定。
- 1977年（昭和52年）
  - 6月9日 - 京都府が主要府道59号市島和知線を認定。
  - 8月30日 - 兵庫県が主要県道73号市島和知線を認定。
- 1993年（平成5年）5月11日 - 建設省から、主要府県道市島和知線が市島和知線として主要地方道に指定される[1]。
- 1994年（平成6年）4月1日 - 路線番号を59号に統一（元兵庫県道59号は45号芦屋停車場線へ変更、兵庫県道45号は1994年まで現96号岡山赤穂線で使われていた）

## 路線状況

### 重複区間
- 兵庫県道・京都府道709号中山綾部線（京都府福知山市三和町下川合 - 京都府福知山市三和町岼）
- 国道173号（京都府福知山市三和町台頭 - 京都府福知山市三和町大原）
- 国道27号・京都府道12号綾部宮島線（京都府船井郡京丹波町出野 - 京都府船井郡京丹波町才原）

## 地理

### 通過する自治体
- 兵庫県
  - 丹波市
- 京都府
  - 福知山市
  - 船井郡京丹波町

### 交差する道路

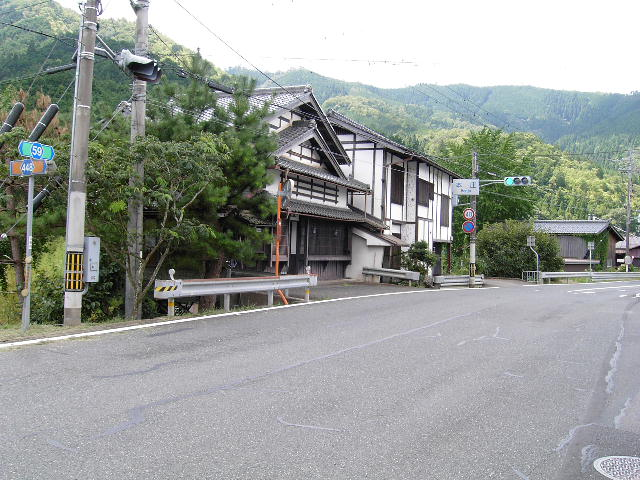
府道448号との接続点（京丹波町和知）

| 交差する道路                                              | 都道府県名 | 市町村名 | 市町村名 | 交差する場所               | 交差する場所            |
| --------------------------------------------------------- | ---------- | -------- | -------- | -------------------------- | ----------------------- |
| 国道175号 国道176号 重複                                  | 兵庫県     | 丹波市   | 丹波市   | 市島町上田（かみだ）       | 市島支所前交差点 / 起点 |
| 兵庫県道541号神池寺線                                     | 兵庫県     | 丹波市   | 丹波市   | 市島町北奥                 |                         |
| 国道9号                                                   | 京都府     | 福知山市 | 福知山市 | 三和町芦渕                 | 芦渕交差点              |
| 兵庫県道・京都府道709号中山綾部線 重複区間起点            | 京都府     | 福知山市 | 福知山市 | 三和町下川合（しもかわい） | 下川合交差点            |
| 兵庫県道・京都府道709号中山綾部線 重複区間終点            | 京都府     | 福知山市 | 福知山市 | 三和町岼（ゆり）           | 岼交差点                |
| 京都府道521号上川合猪鼻線                                 | 京都府     | 福知山市 | 福知山市 | 三和町上川合（かみがわい） | 川合小学校前交差点      |
| 国道173号 重複区間起点                                    | 京都府     | 福知山市 | 福知山市 | 三和町台頭（だいと）       | 台頭交差点              |
| 国道173号 重複区間終点                                    | 京都府     | 福知山市 | 福知山市 | 三和町大原（おおばら）     | 大原交差点              |
| 京都府道450号広野綾部線                                   | 京都府     | 船井郡   | 京丹波町 | 広野                       | 広野交差点              |
| 国道27号 重複区間起点 京都府道12号綾部宮島線 重複区間起点 | 京都府     | 船井郡   | 京丹波町 | 出野（いでの）             | 出野交差点              |
| 国道27号 重複区間終点 京都府道12号綾部宮島線 重複区間終点 | 京都府     | 船井郡   | 京丹波町 | 才原（さいばら）           | 山崎交差点              |
| 国道27号 京都府道12号綾部宮島線 重複                      | 京都府     | 船井郡   | 京丹波町 | 本庄                       |                         |
| 京都府道448号和知停車場線                                 | 京都府     | 船井郡   | 京丹波町 | 本庄                       | 本庄交差点              |
| 国道27号 京都府道12号綾部宮島線 重複                      | 京都府     | 船井郡   | 京丹波町 | 大倉                       | 大倉交差点 / 終点       |

### 沿線にある施設など
- 大簾川
- 大原神社
- 丹波大原郵便局
- 福知山市立川合小学校
- 京都府立福知山高等学校三和分校
- 久法寺
- 丹波市立鴨庄小学校
- 丹波市市島支所